# Föremål och begrepp i Kalle Ankas universum
Denna artikel listar fiktiva föremål som förekommer i Kalle Ankas universum.

## Bombastium
Bombastium är ett mycket sällsynt ämne som introducerades i serien En iskall affär av Carl Barks. Landet Brutopien är mycket intresserat av att köpa bombastium för att säkra energitillförseln till sina dammsugare. Joakim von Anka är också intresserad av att köpa ämnet och under en auktion bjuder Brutopien till slut en trillion samt alla landets köksvaskar, vilket är fem. Joakim von Anka bjuder över med 6 köksvaskar och vinner därmed budgivningen. Efter auktionen var nivån i pengabingen nere på 70 fot. En atom bombastium i en tunna vatten blir en tunna glass. Bombastium är även det ämne som driver Oppfinnar-Jockes tidsmaskin i den tecknade serien DuckTales.

## Fantasiljon
En fantasiljon är ett påhittat tal av okänd, men mycket stor storlek. Uttrycket härrör ursprungligen förmodligen från Kalle Ankas universum.
Uttrycket har fått en viss spridning även utanför de tecknade seriernas värld för något som är av ett oräkneligt stort antal.
Ett annat tal som använts för att uppskatta Joakim von Ankas förmögenhet är centrifugiljon. Det framgår dock inte hur detta tal förhåller sig till en fantasiljon. Från äventyret Den finurlige Farbror Joakim av Carl Barks: "Om du hade en förmögenhet på trettionio centrifugiljoner, vad skulle du då göra med pengarna?".

## Foffbomb
Foffbomber är Magica de Hex i särklass vanligaste vapen. En foffbomb är en liten påse som när den kastas exploderar med ett ljudligt "foff", varvid offren tillfälligt paralyseras.
Se även: Magica de Hex

## Gröngölingshandboken
Gröngölingsboken, Gröngölingshandboken, Gröngölingarnas Handbok eller fullständigt Gröngölingarnas Handbok av Omätlig och Outtömlig Kunskap (original The Junior Woodchuck Guidebook) är en bok innehållande all världens kunskap. Den är Gröngölingarnas främsta kunskapskälla. Den introducerades av Carl Barks 1954 i serien Resan till Atlantis (The Secret of Atlantis) publicerad i Walt Disneys Godbitar 4/1984. Handbokens ursprung och historia berättas i Don Rosa-serien Bibliotekets beskyddare. I serien hävdas att boken innehåller fakta från biblioteket i Alexandria och att den senare fyllts på med fakta av personer som Marco Polo och Christofer Columbus. Slutligen gömdes boken i ett hemligt rum under Fort Ankeborg där den senare hittades av Cornelius Knös, som sedermera gav den till sonen Cyprianus Knös, Gröngölingarnas grundare. Gröngölingsboken får endast läsas av medlemmar i Gröngölingarna.
För serien av friluftshandböcker för barn, med liknande titlar, se Gröngölingsboken.
Se även: Gröngölingarna

## Läskeblask
Huvudartikel: Läskeblask
Läskeblask är ett märke av (eller slang för) läskedryck. Ordet har även fått spridning utanför Kalle Anka-seriernas värld.

## Lösidrös
Lösidrös (orig. Universal Solvent) är en flytande substans som är uppfunnen av Oppfinnar-Jocke. Lösidrös löser upp allt det kommer i kontakt med, undantaget diamanter. 
Den franske gentlemannaskurken Armand Lutin har en rustning täckt med lösidrös som han använder under aliaset "Svarte Riddaren", eller på hans modersmål Franska: "Le chevalier noir". Oppfinnar-Jocke har använt ett lösidröstäckt paraply för att göra sig av med sina sopor. När någonting upplöses av lösidrös låter det "glorp". 
Lösidrös skapades 1995 av Don Rosa i serien Allt löser sig (The universal solvent), på svenska i Kalle Anka & C:o nr. 13/1995, och har sedan fortsatt att dyka upp i Rosas serier.

## Skruttomobil

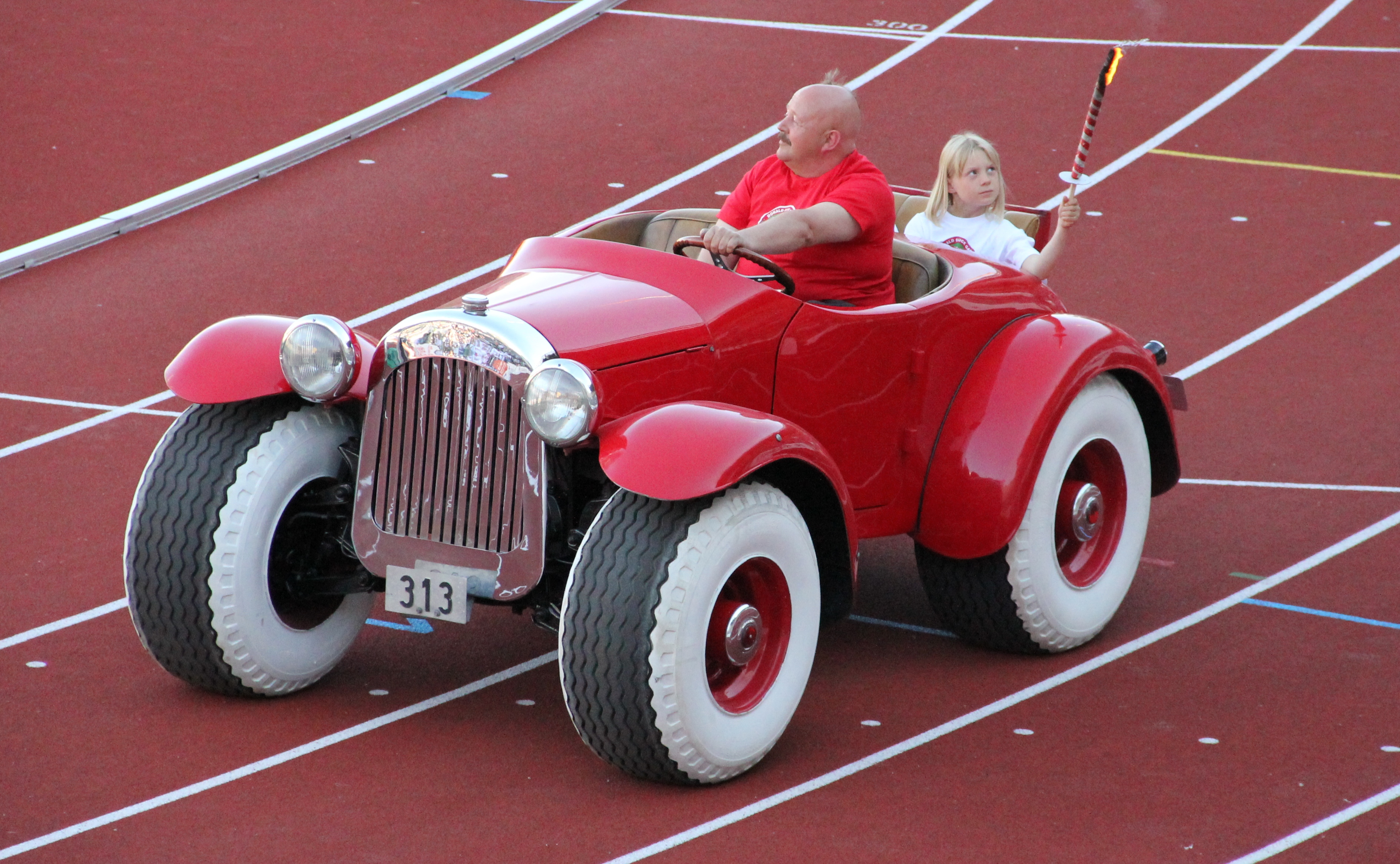
En Skruttomobil under Bislett Games 2010.

Skruttomobil är en fiktiv bilmodell, inspirerad av den verkliga American Bantam från 1938. 
Kalle Anka har en röd Skruttomobil-cabriolet med registreringsnummer 313,.

## Turkronan
Joakim von Ankas turkrona (original. Number One Dime) är i den svenska översättningen en enkrona och i original ett amerikanskt 10-centsmynt, en så kallad dime, från 1875. Det sägs att det var den första peng han tjänade. Enligt flera serieepisoder (däribland Farbror Joakims Liv) fick han den genom att putsa skor på Glasgows gator. 
Joakim är noga med att påpeka att kronan inte har gett tur, utan att den fungerat som inspiration till att tjäna mer pengar - han är dock av sentimentala skäl mycket fäst vid den. Det finns dock personer av andra åsikter, till exempel häxan Magica de Hex som idogt jagar efter turkronan, dock utan någon större framgång. Hennes mål är att, i Vesuvius öppning, smälta ner den till en amulett som hon är övertygad om ska göra henne rikast och mäktigast i världen.
Kronan syntes för första gången i Carl Barks serie Farbror Joakim i pengatankar eller Björnligan får pengarna att rulla (The Round Money Bin) från 1953. Där var poängen att Joakim växlade alla pengarna i pengabingen till sedlar, för att lättare förvara dem, men inte hade hjärta att göra sig av med sin först förtjänade krona, och det var den som till slut räddade honom ur Björnligans klor. Barks fann snart att kronan var användbar i fler sammanhang, i synnerhet då Magica de Hex gjorde entré i äventyret Förtrollade beröring (The Midas Touch) 1961.
Se även: Joakim von Anka

## Tänkarmössan
Oppfinnar-Jocke använder sin tänkarmössa när hans huvud är tomt på idéer. Mössan har den udda designen av en skorsten med ett kråkbo i. Tre kråkliknande fåglar bor faktiskt i redet. När Jocke har satt mössan på sig dröjer det i regel inte länge innan han får en idé, och kråkorna börjar kraxa som signal.
Tänkarmössan förekom, så vitt känt, första gången i serien "Time Will Tell", i Sverige publicerad under titeln "Oppfinnar-Jocke på resa i det förgångna" i Kalle Anka & C:o nr 49/1965, med manus av Vic Lockman och teckningar av Phil De Lara.

## Vubbelförknysare
En komplex mekanisk/elektronisk enhet som oftast nämns i serierna. (ENG: Veeblefetzer) Det sägs dock aldrig vad den är bra till, (förutom i Don Rosas Väl bilbehållen, då den sägs användas i en bilmotor) det framkommer bara att den är otroligt viktig och lönsam att tillverka.